# 比贾瓦尔土邦

比贾瓦尔土邦是英国统治印度时期的一个土邦，位于现代中央邦钦德瓦拉县。 
比贾瓦尔国土面积2520 Bundelkhand Agency 2公里（973 平方米）。森林覆盖了该州总面积的近一半，该州矿产丰富，但交通设施的缺乏阻碍了其资源的开发。

## 历史
该州的名字取自于 17 世纪由加尔哈曼德拉 (Garha Mandla)的贡德酋长之一比杰·辛格 (Bijai Singh) 建立的主要城镇比贾瓦尔 ( Bijawar )。该州的第一任统治者是 Bir Singh Deo（1765-93 年）。它在 18 世纪被Panna的创始人 Chhatarsal 征服，至今仍由他的后代持有。
比贾瓦尔于 1811 年 3 月 27 日成为英国的保护国，英国政府于 1811 年根据通常的效忠契约向拉坦辛格确认了该领土的统治。 1857 年，Bham Pratap Singh 在1857 年起义期间为英国人提供了信号服务，并获得了某些特权和十一门大炮的世袭礼炮。 1866 年他获得大君称号，1877 年获得前缀Sawai 。 Bhan Pratap 于 1899 年去世后由他的养子 Sanwant Singh 继位，Sanwant Singh 是 Orchha 大君的儿子。
该邦于 1950 年 1 月 1 日加入印度，并成为温迪亚邦的一部分，该邦于 1956 年 11 月 1 日并入中央邦。

## 统治者
该州的统治者属于本德拉王朝。  

### 罗阇
- 1765 – 1793 比尔·辛格·迪奥
- 1793 – 1802 希马特·巴哈杜尔（篡位者）
- 1802 – 1810 凯什里·辛格
- 1811 – 1833 拉坦·辛格
- 1833 – 1847 拉克什曼·辛格
- 1847 – 1877 巴姆普拉塔普辛格

### 摩柯罗阇
- 1877 – 1899 巴姆普拉塔普辛格
- 1900 – 1940 学者辛格
- 1940 – 1947 戈文德·辛格

### 名义上的大君
- 1947 – 1983 戈文德·辛格
- 1983 年 – 至今 Jai Singh ju dev